# Río Azul (Río Chilive)
Der Río Azul, span. für „blauer Fluss“, ist ein etwa 114 km langer rechter Nebenfluss des Río Chilive in Südost-Peru in der Provinz Manu der Region Madre de Dios.

## Flusslauf
Der Río Azul entspringt in den nordöstlichen Ausläufern der peruanischen Ostkordillere auf einer Höhe von etwa 900 m. Der Río Azul fließt anfangs in nordnordöstlicher Richtung. Bei Flusskilometer 94 biegt er scharf nach Osten ab. Bei Flusskilometer vollführt er erneut eine Kehre nach Westen, fließt aber kurz darauf nach Norden. Bei Flusskilometer 55 erreicht der Río Azul das Amazonastiefland. Dieses durchquert er in überwiegend ostnordöstlicher Richtung und mündet schließlich auf einer Höhe von etwa 300 m in den weiter westlich und nördlich verlaufenden Río Chilive.

## Einzugsgebiet
Der Río Azul entwässert einen Teil der Ausläufer der peruanischen Ostkordillere nach Nordosten hin. Das Einzugsgebiet befindet sich innerhalb des Schutzgebietes Reserva Comunal Amarakaeri. Das etwa 450 km² große Einzugsgebiet grenzt im Osten und im Südosten an das des Río Colorado, im Südwesten an das des Río Alto Madre de Dios sowie im Westen und im Nordwesten an das des oberstrom gelegenen Río Chilive.